# Jean-Marc Barr
Jean-Marc Barr, född 27 september 1960 i Bitburg i Tyskland, är en fransk skådespelare.

## Filmografi (i urval)
- 1988 – Det stora blå
- 1991 – Europa
- 1996 – Breaking the Waves
- 1998 – Låt mig inte dö på en söndag
- 2000 – Dancer in the Dark
- 2003 – Dogville
- 2003 – Skilsmässa på franska
- 2004 – Huset vid Tara Road
- 2013 – Nymphomaniac